# 五津站
五津站为成都地铁10号线的车站，位于中国四川省成都市新津区五津街道迎宾大道与希望路、五津北路路口，于2019年12月27日启用。

## 车站结构

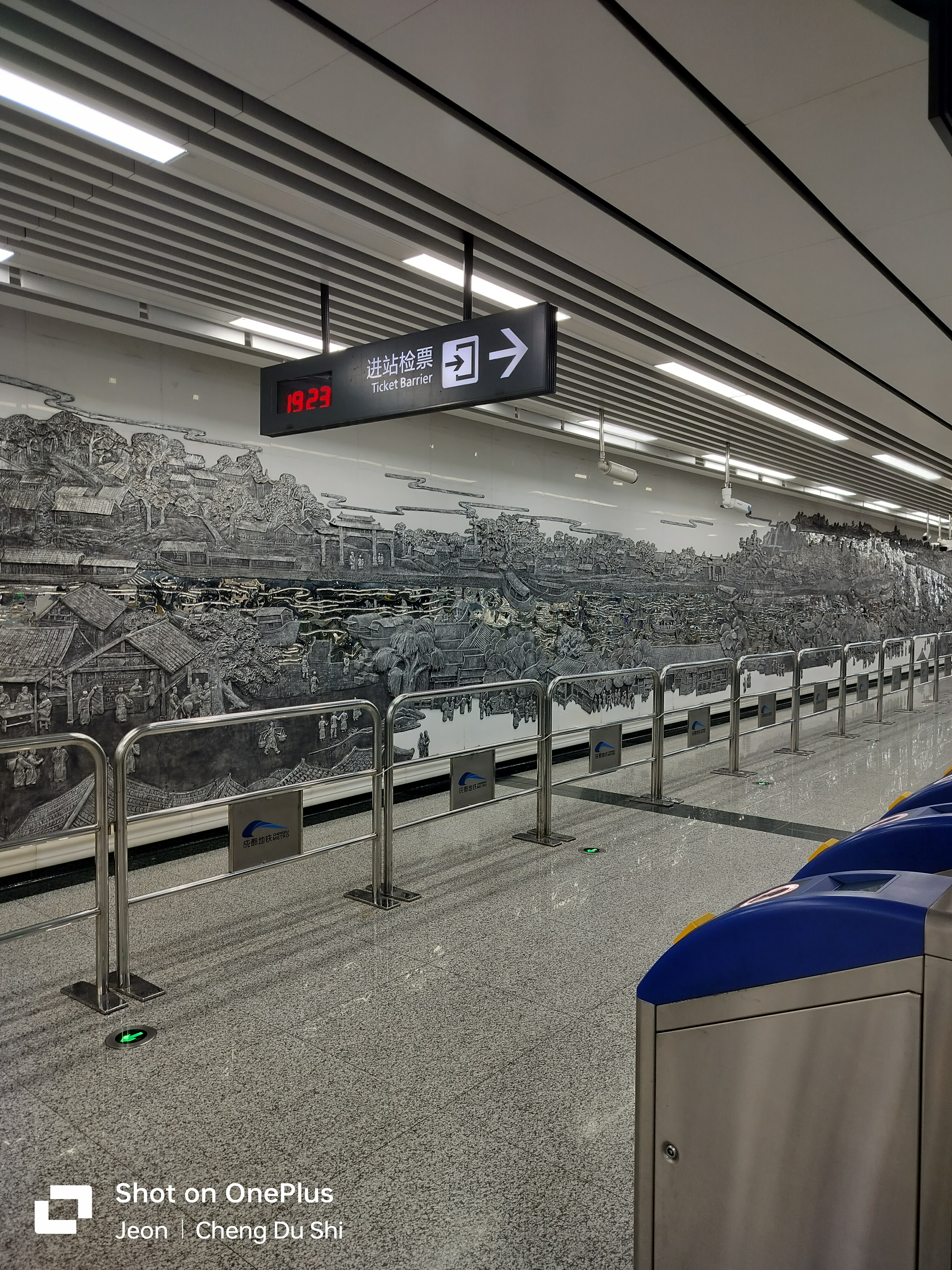
文化墙

本站为地下岛式站台车站。
| 地面              | ·    | 出口A–D                                                                                             |
| 地下一层          | 站厅 | 自助购票 客服中心                                                                                   |
| 地下二层          | 站台 | \| \| \| 10号线往太平园（花桥） \| \| 島式 · 開左邊车门 \| \| \| \| \| \| 10号线往新平（儒林路） \| |
|                   |      | 10号线往太平园（花桥）                                                                              |
| 島式 · 開左邊车门 |      | |
|                   |      | 10号线往新平（儒林路）                                                                              |

- 文化墙

## 出入口
本站目前开放4个出入口。
|          |                     |                              |      |
| 编号     | 设施                | 指示                         | 照片 |
|          | 无障碍电梯          | 希望路、迎宾大道、新津客运站 |      |
| 出口 · B | 无障碍卫生间 哺乳室 | 希望路、迎宾大道             |      |
| 出口 · C |                     | 迎宾大道、五津北路           |      |
| 出口 · D | 无障碍电梯          | 五津北路、迎宾大道           |      |

## 公交换乘
- 新津客运站
- 地铁五津站：五津2路、五津3路